# Equisetum nelsonii
Equisetum nelsonii är en fräkenväxtart som först beskrevs av A. A. Eat., och fick sitt nu gällande namn av Schaffn. Equisetum nelsonii ingår i släktet fräknar, och familjen fräkenväxter. Inga underarter finns listade i Catalogue of Life.